# Epunamun
El Epunamun (del mapudungun: epunamün ‘dos pies’) es un ser de la mitología mapuche.

## Descripción
El Epunamun sería un espíritu o ser en las creencias mapuche, equivalente a un dios de la guerra, el cual se describía como un dador de consejos de batalla; aunque además solía también ser considerado como un espíritu burlón cuyos consejos extraviados era preciso seguir por miedo a que se enojase. Los mapuches destinaban su culto a diversas ceremonias y un baile que consistía en una serie de saltos con ambos pies que se hacían llevando el compás de ejecución con varios cultrunes a la vez. Los españoles igualmente lo describían como un ser con una “naturaleza divina con dualidad sexual” 
Los guerreros mapuche excepcionales, así como los conquistadores españoles, quienes supuestamente controlaban el poder del rayo a través de sus mosquetes, recibían también el nombre de Epunamun.

## Leyenda
Según cuenta la leyenda, el Epunamun sería un espíritu, dotado de robustas extremidades y malformadas piernas, largos brazos y torso normal; el cual tiene cubierto el cuerpo de pelos, presenta una la mirada centelleante y camina a saltos con ambos pies a la vez. Es el representante del otro mundo en los guillatunes y se caracteriza por ser un espíritu guerrero. 
En la guerra o cuando iban a iniciar una batalla contra otra tribu o cuando se preparaban para Ilevar a cabo un malón contra los blancos, los machi llamaban a este espíritu guerrero, para que lo consultaran los loncos y toquis; con lo cual trataban de anticipar el conocimiento del resultado de esas acciones, y para que este ser les otorgara el conocimiento de las destrezas bélicas y los dones espirituales de fuerza, valor e integridad.